# Kappel-Grafenhausen
Kappel-Grafenhausen è un comune tedesco di 5 281 abitanti,  situato nel land del Baden-Württemberg.